# Nicolaus Henel von Hennenfeld

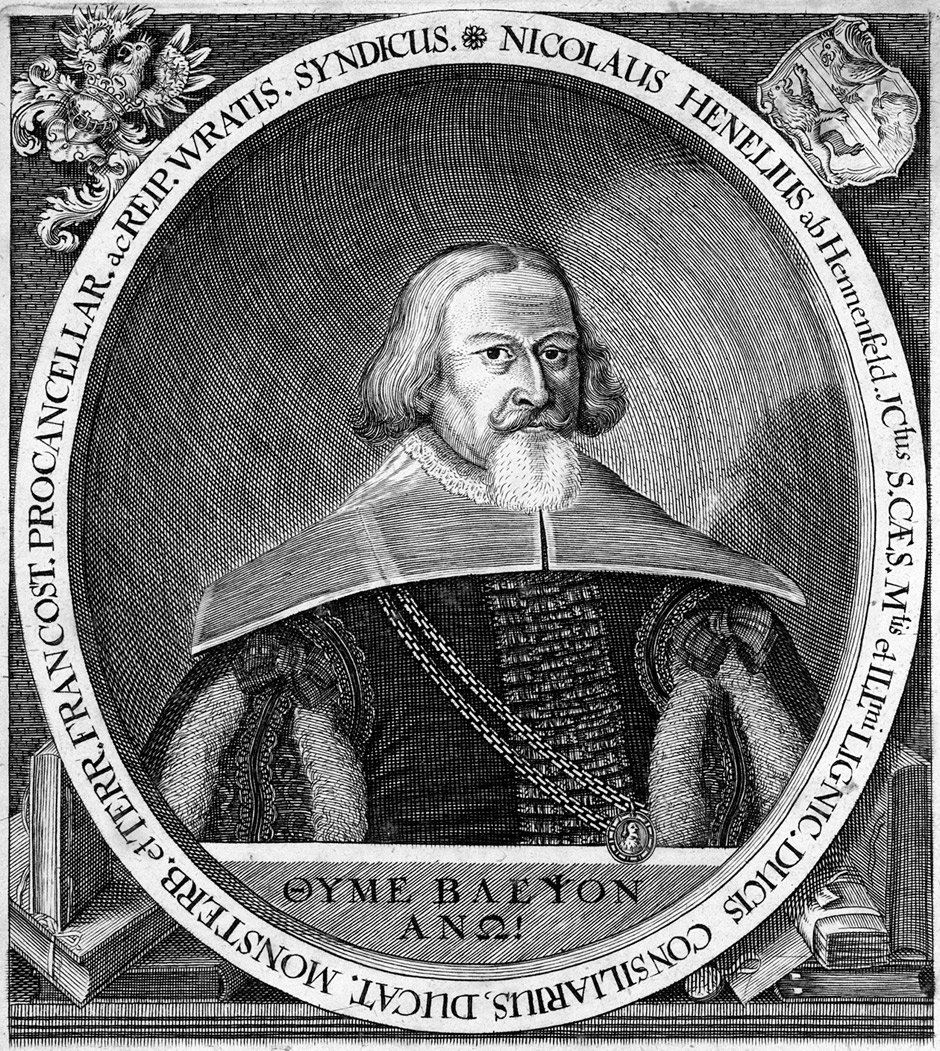
Nicolaus Henel von Hennenfeld

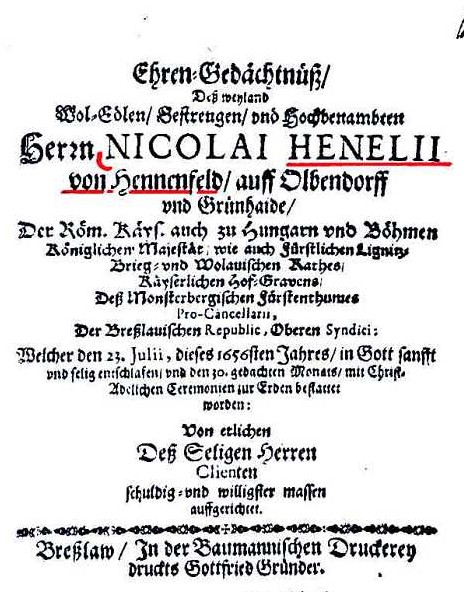
Titel der Leichenpredigt zu Nicolaus Henels Tod (1656)
(Archiv der Universität Marburg)

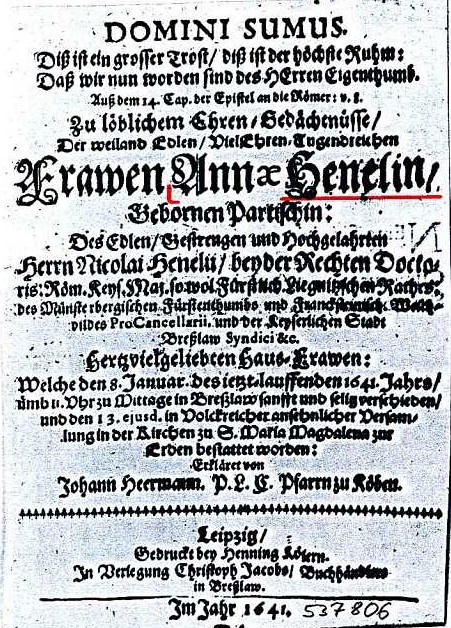
Titel der Leichenpredigt zu Anna Henel's Tod (1641)
(Archiv der Universität Marburg)

Nicolaus Henel, ab 1642 Nicolaus Henel von Hennenfeld (* 11. Januar 1582 in Neustadt, Oberschlesien; † 23. Juli 1656 in Breslau) war ein deutscher Ober-Syndikus, Biograf, Chronist und Historiker.

## Familie
Nicolaus Henel (latinisiert Nicolaus Henelius) war – nach eigenem Bericht – das jüngste von 11 Kindern des Neustädter Magisters und Pfarrers Stephan Henel (1546–1602) und der Anna Kühne († 1596).
Henel heiratete in erster Ehe am 8. Oktober 1619 (wohl) in Breslau Anna Partisch († 8. Januar 1641), die Tochter des Martin Partisch, kaiserlicher Biergefälleeinnehmer in Breslau, und der Magdalene Pförtner von der Hölle.
In zweiter Ehe heiratete er am 14. Juli 1643 (wohl ebenfalls) in Breslau Kunigunde Jessinsky von Groß-Jessen, die Tochter des Esaias Jessinsky und Groß-Jessen und der Magdalena von Hertwig. Sie war die Stieftochter des Breslauer Ratspräses Stanislaus Aichhäuser von Leonhardwitz, der sie als Nichte seiner Ehefrau nach dem Tod der beiden eigenen Kinder adoptiert hatte.
Am 30. Mai 1642 wurde Henel in den böhmisch-erbländischen Erbadelsstand mit Namensmehrung der „Henel von Hennenfeld“ erhoben.

## Leben
Henel besuchte 1594 bis 1596 die Lateinschule von Neustadt, anschließend für zwei Jahre das Elisabethgymnasium in Breslau. Ab 1600 studierte er Rechtswissenschaft, Medizin und Philosophie an der Universität Jena, anschließend an der Universität Basel, wo er auch zum Dr. jur. utr. promovierte.
Nach Abschluss seines Studiums begab er sich mit Freunden auf eine akademische Bildungsreise, auf der er sich an den jeweiligen Universitäten in der juristischen Fakultät immatrikulierte und die ihn durch das Rheinland, die Niederlande, Frankreich (Universität Orléans im Jahr 1610) und Italien führte, wo er sich am 6. November 1610 an der Universität Padua und am 9. Juni 1611 an der Universität Siena eintrug.
1612 kehrte Henel nach Schlesien zurück, war für kurze Zeit Hauslehrer der drei Söhne des Nicolaus Rehdiger in Striesa im Landkreis Neumarkt und ab 1613 arbeitete er als Rechtsanwalt in Breslau.
Im Jahr 1618 ging er als Landesschreiber und Kaiserlicher Rat in den Dienst des Herzogtums Münsterberg, war fürstlich Liegnitz-Brieg-Wohlauer Rat und schied als Prokanzler 1639 aus dem Amt, um eine lang ersehnte Anstellung als Syndikus in Breslau anzutreten, die er bis zu seinem Tod zuletzt als Ober-Syndikus hielt. In Breslau wohnte er auf dem Salzring, dem späteren Blücherplatz.
1642 wurde Henel auch zum Kaiserlichen Rat im Weichbild Frankenstein ernannt.
In seinen Breslauer Jahren entwickelte er sich zum erfolgreichen und wohlhabenden Privatgelehrten und erwarb 1651 das Gut Kurtwitz im Landkreis Nimptsch, später noch die beiden Güter Olbendorf und Grünheide im Landkreis Strehlen.
Am 22. September 1653 wurde ihm der Titel eines Hofpfalzgrafen verliehen. In dieser Funktion verlieh er u. a. den Wappenbrief an Elias Maior († 1706), Konrektor und Professor am Elisabeth-Gymnasium zu Breslau, das Henel einst selbst besucht hatte.
Zu Henels Werken gehören neben biografischen Schriften und lateinischen Dichtungen vor allem seine historischen Werke, die große Bedeutung in der schlesischen Landesgeschichtsschreibung erlangten.

## Werke (Auswahl)
- Silesiographia, Erstausgabe 1613. - Ergänzter Neudruck von Henels gesammeltem Material in 10-fachem Umfang, herausgegeben von Michael Joseph Fibiger: Silesiographia renovata necessariis scholiis, observationibus et indice aucta, 3 Teile in 2 Bänden, Verlag Christoph Bauch, Breslau und Leipzig 1704. - Die Silesiographia ist das erste wissenschaftlich begründete Sammelwerk über Schlesien, gilt als der literarische Abschluss des Späthumanismus in Schlesien.
- Silesia Togata (Handschrift), die erste schlesische Gelehrtengeschichte mit über 600 Biographien von schlesischen Humanisten und Adligen.
- Breslographia, 1613.